# Сади Лукулла

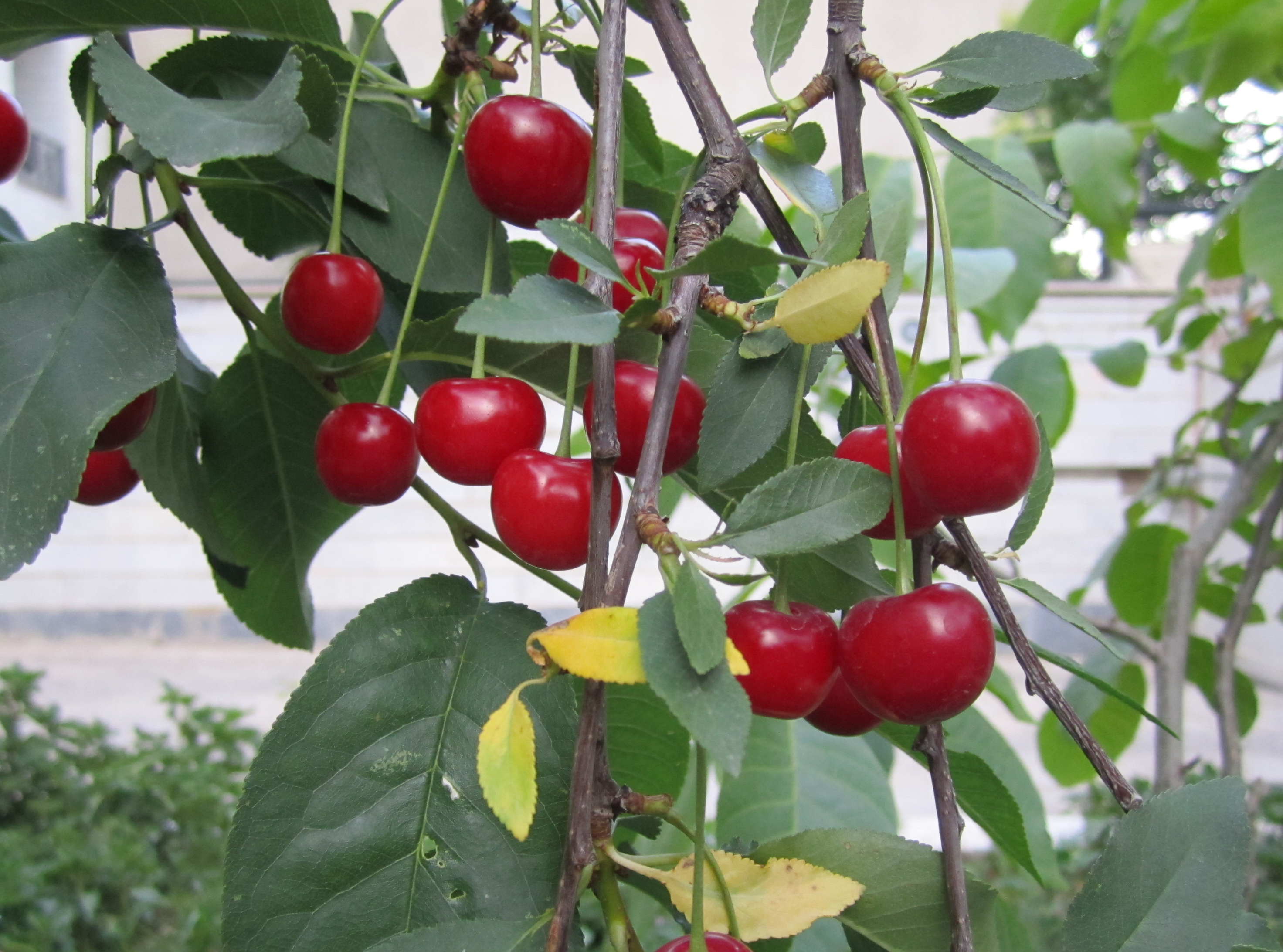
Вишня звичайна, яку Лукулл вперше привіз зі Персії до Європи

41°54′23″ пн. ш. 12°29′00″ сх. д. / 41.9065° пн. ш. 12.4834° сх. д.
Сади Лукулла (лат. Horti Luculliani) — найдавніші сади в Стародавньому Римі на південно-східному схилі пагорба Пінчо, розбиті римським полководцем і консулом Луцієм Лукуллом (лат. Lucius Licinius Lucullus) в 60 році до н. е. (Tacitus, Ann., XI.1).
Лукулл вважається фундатором римського садового мистецтва. Він привіз із Персії і вперше розвів у Європі культурну вишню. Його римський парк складався з кількох ділянок садів з різними насадженнями. Сади прикрашали статуї, вази, фонтани.
Подальший внесок у благоустрій садів зробив римський консул Валерій Азіатік (лат. Decimus Valerius Asiaticus), якому вони належали з 46 року н. е. і називалися Horti Asiatici. За словами Плутарха, сади Лукулла стоять в одному ряду з найпрекраснішими імператорськими садами (Plut., Luc., 39).
В епоху Відродження сади на Пінчо були відроджені родиною Медічі. Зараз на цьому місці розташовані Вілла-Боргезе та Вілла -Медічі.